# オールキャップス

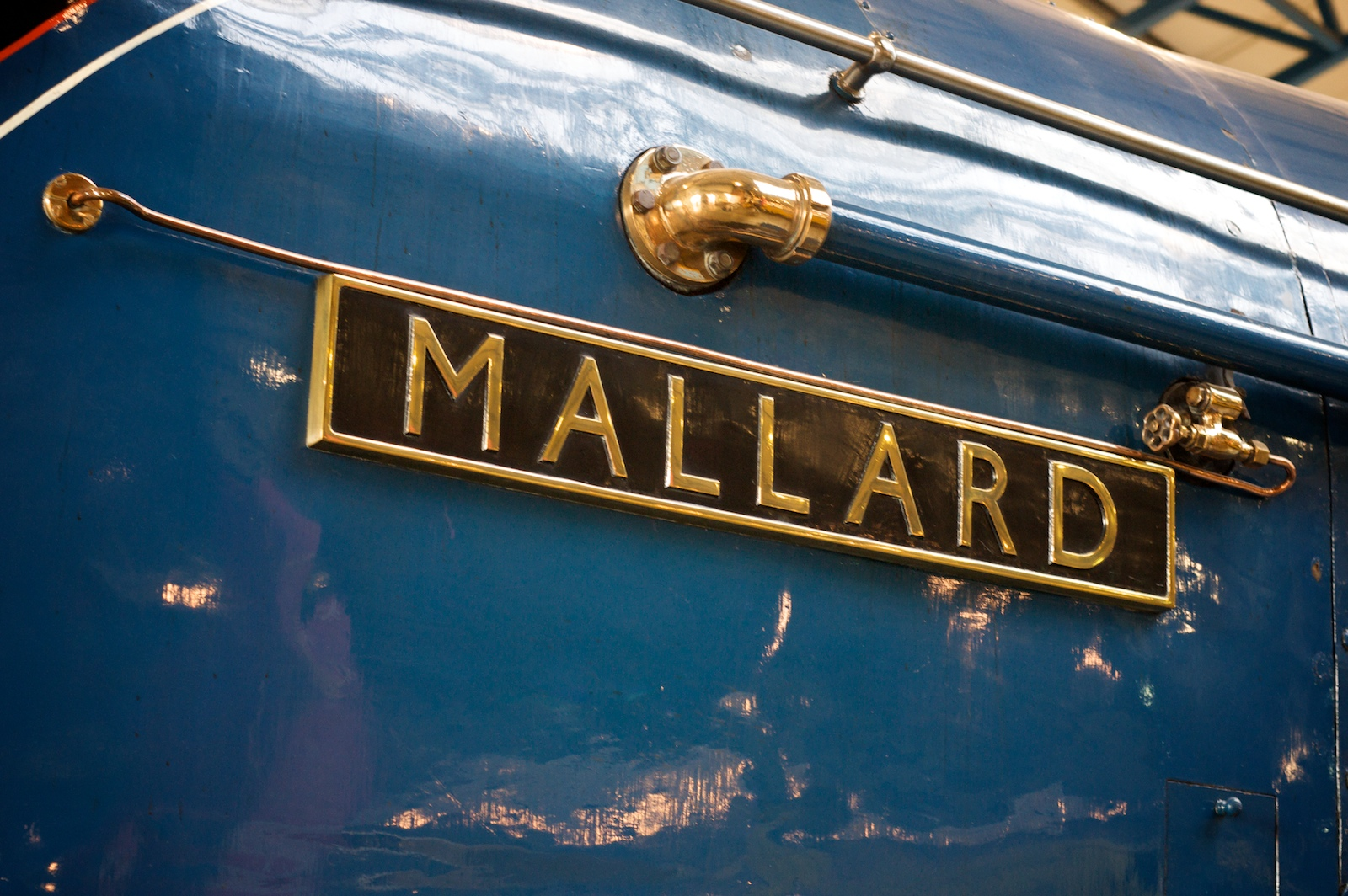
オールキャップスで書かれた鉄道車両の名称"MALLARD"

オールキャップス（英語: all caps）とは、大文字と小文字の区別をする言語におけるタイポグラフィの用語で、"TEXT IN ALL CAPS"のように、文章中の全ての文字を大文字で綴ること、もしくは、全ての文字が大文字であるフォントのことを指す。"all caps"は"all capitals"の略である。
オールキャップスは、単語やフレーズを強調するために使われることがある。法律文書、書籍の表紙に記載される題字、広告、新聞の見出しなどでよく見られる。全ての文字が大文字で書かれた短い文字列は、大文字と小文字が混在している場合よりも、見た目が「うるさく」感じられることから、オールキャップスで書くことを英語では"screaming"や"shouting"（どちらも「叫ぶ」の意味）と言うことがある。また、頭字語は通常オールキャップスで書かれる。
一般的に、オールキャップスの文章は小文字だけで書いた文章に比べて、読みやすさや可読性が低いことが示されている。さらに、オールキャップスで文章を書くと、文化的な理由から、文章が威圧的で不愉快なものになる可能性がある。それは、音声の書き起こしの際に、話し手が大声で叫んでいることを示すためにオールキャップスがよく使われるためである。古いタイプライターやテレタイプではオールキャップスの文章がよく見られるが、これらのシステムでは大文字と小文字を全く区別しない。
専門的な文書では、重要な名前や頭字語の強調には、オールキャップスの代わりにスモールキャップス（例：Text in Small Caps）を使用したり、イタリック体やボールド体を使用したりするのが一般的である。どうしてもオールキャップスを使用しなければならない場合は、文字の間隔をポイントの高さの約10%程度、わずかに広げるのが通例である。この方法は、トラッキング(tracking)またはレタースペーシング(letterspacing)と呼ばれている。デジタルフォントの中には、この目的のために代替のスペーシングメトリクスが含まれているものもある。

## 叫び声への使用
ソーシャルメディアでは、全てがオールキャップスで入力されたメッセージは、しばしば、「大声で叫ぶ」などの無礼もしくは議論の余地のある行為と同一視される。これは、1980年代以降のネットワークコンピュータの登場により主流となった解釈である。同様の解釈がなされていた証拠が、コンピュータ時代よりも1世紀以上前に書かれた情報源にも存在するが、叫び声や強調を書き文字で表示する方法は、1984年の時点ではまだ確定事項ではなかった。
以下の資料は、オールキャップスの歴史に関連している可能性のあるものである。
- サウスカロライナ州の新聞"Yorkville Enquirer"の1856年4月17日号では、"This time he shouted it out in capital letters "（今度は彼は大文字で叫んだ）という表現が使われている。
- 1880年に出版された"The Standard speaker and elocutionist"（標準的な講演者と朗読者）という本に"SHOUTING STYLE"（叫びを表すスタイル）という章があり、そこには「作品全体ではめったに必要とされないが、言葉が呼びかけや命令を意味するところでは、どこでもそれを使うのが言葉に合っているだろう。例として以下に挙げたものは、叫んでいるように強調するのに適した場所として、大文字で書かれていることに注意すること」[注釈 1]と書き、その後に叫びを表すためにオールキャップスが使われている例が多く挙げられている。
- "Bookeller: The Organ of the Book Trade"の1958年9月6日号には、「オールキャップスで叫ぶのではなく、小文字で書く。その効果は、静観的な気分の人には嬉しいものである」と書かれている。
- 2014年に『ニューリパブリック（英語版）』誌に掲載されたネチケット（ネット上のエチケット）に関する記事"How Capital Letters Became Internet Code for Yelling"[12]（大文字が叫びを表すインターネットコードになった理由）には、次のように書かれている。
  - ポール・ルナ（レディング大学タイポグラフィ・グラフィックコミュニケーション学部教授）によると、オールキャップスは何千年もの間、壮大さ・尊大さ・美的真剣さを表現するために使われてきたが、印刷物で怒りや叫びを表現するためにも使われてきた。例えば、ピアニストのフィリッパ・スカイラーが1940年代に出版した自叙伝"Composition in Black and White"では、オールキャップスを使って「怒鳴る」ように表現しているし、ロバート・モーゼスは1970年代に本の草稿に対してオールキャップスを使って「怒りを伝える」ように表現している。
  - 1984年頃のネットニュースや電子掲示板の書き込みには、「大文字は叫んでいるように見える」[13]とか、「単語を全部大文字にすると、叫んでいるように見える」[14]といったものがある。また、「言葉を強調するには、全て大文字にするか、アスタリスクで囲むかというコンセンサスができつつあるようだ」というまとめもあった[14]。

## 使用例

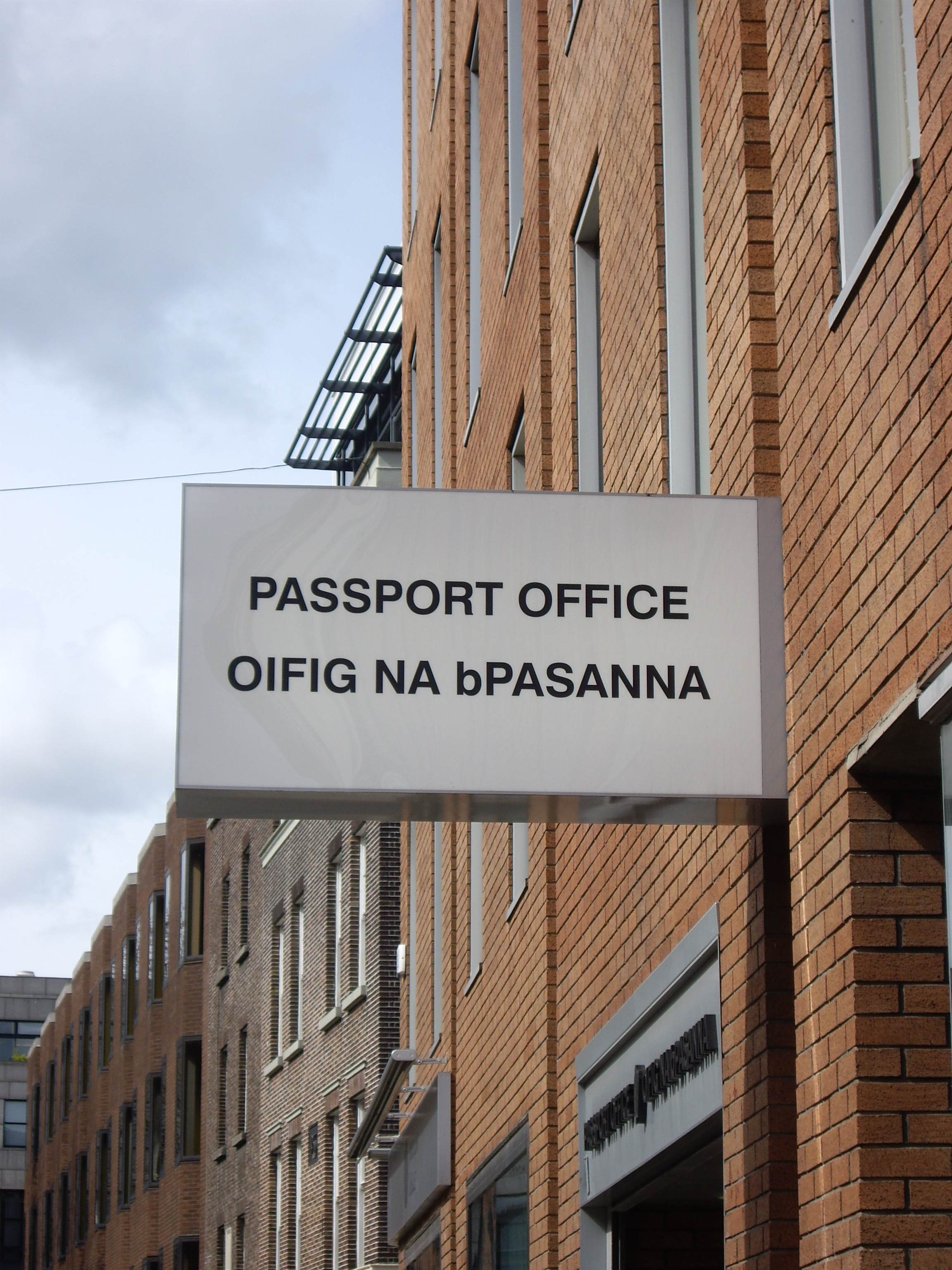
アイルランドの多言語看板。アイルランド語の正書法で小文字で書くこととなっている文字を除き、オールキャップスで書かれている。

### 印刷メディア
8世紀に小文字が生まれる以前、ラテンアルファベットで書かれた文章は、現在では大文字として認識されている文字のみで書かれていた。
オールキャップスの文章は、記事の本文ではあまり使われない。例外は、法律文書中のファインプリント（契約書などにおいて、但し書きを本文より小さな文字のオールキャップスで表示すること）である。
新聞では、その創成期から1950年代まで、見出しにオールキャップスを広く使用してきた。1990年代には、欧米の新聞の4分の3以上が見出しに小文字を使用していた。見出しにオールキャップスを使用することに関しては、オールキャップスによる強調効果と、小文字を併用すること可読性のどちらを優先すべきかが議論されている。コリン・ウィールドンは、224人の読者に様々なスタイルの見出しを見てもらうという科学的な研究を行い、「オールキャップスで書かれた見出しは、小文字を使用した見出しに比べて著しく読みにくい」と結論づけている。

### コンピュータ
警察や報道機関、アメリカ気象局などで使われていたテレタイプや、Apple IIやZX81などの初期のコンピュータでは、小文字が限定的にしか使用できなかったため、オールキャップスが使用されていた。その後、ASCIIに完全準拠したコンピュータが一般的となり、小文字の入力が可能になった。
ロシア語を表記するための7ビット文字コードであるKOI-7にはН0、Н1、Н2の3つのモードがある。Н2はASCIIの小文字の位置にキリル文字の大文字が配置されており、ラテン文字とキリル文字を混在させることはできるが、キリル文字・ラテン文字ともに小文字が使用できないためオールキャップスとなる。小文字を使用するためには、Н0やН1に切り替える。その後に登場した8ビット文字コードであるKOI8-Rでは、キリル文字とラテン文字を混在させた上で、どちらも大文字・小文字を同時に使用することができる。
ファミコンのゲームでは、文字セットとタイルにROMの同じ領域を使用していた。ゲームデザイナーによっては、使用できる文字数を減らしてタイルに割り当てていた。
電子掲示板(BBS)やその後のインターネットの出現以降は、オールキャップスでメッセージを入力することは、一般的に「叫ぶ」ことや注目を引くための行動とされ、無礼な行為とみなされることもある。ただし、オールキャップスが大声を出すことと同義とされるのは、少なくとも1984年の印刷メディアでも見ることができる。
一般的にネチケットでは、オンラインでメッセージを投稿する際にオールキャップスを使用することは推奨されていない。太字が使えない環境で、一つの単語やフレーズを強調するためにオールキャップスを使用する程度なら問題ないが、繰り返しオールキャップスを使用することは、大声を出しているようなもの、あるいは読み手を刺激するものとみなされる。電子メールでオールキャップスを多用したことから解雇された例もある。
マイクロソフトのModern UIでは、見出しやタイトルにオールキャップスが使われている部分がある。特に、Visual Studio 2012やOffice 2013では、メニューやリボンのタイトルがオールキャップスで表示されたことが注目を集めた。評論家はこれを「コンピュータプログラムがユーザに向かって叫んでいるようだ」と評した。情報技術ジャーナリストのリー・ハッチンソンは、マイクロソフトがこのような方法を取ったことについて、「文字通り最悪(LITERALLY TERRIBLE)だ。OS Xのデザイン規約に違反しているというよりも、それを小屋の裏に持ち出して、ガソリンをかけて火をつけているようなものだ」と述べている。
多くのプログラミング言語の命名規則において、識別子の名前をオールキャップスで書く（その場合、スペースの代わりにアンダースコアを使用する）ことは、その識別子が定数であることを意味している。

### 姓の表示
主にフランス語圏においてどの部分が姓であるかを明示する目的で、人名の表記の姓をオールキャップスで表記することがあるが英語話者の目にとっては不快に映る可能性がある。

### 軍用通信
アメリカ海軍では、1850年代の電送機の時代から軍用通信の電文をオールキャップスで表記する習慣があったが、2013年4月に小文字を併用するように変更した。小文字混じりの通信に切り替えたことで、年間2千万ドルの経費が削減できると試算され、現在のインターネットプロトコルに追いつくことができると海軍は発表した。

## 可読性
タイポグラフィについての国際的な権威であるマイルズ・ティンカーは、オールキャップスの視認性、可読性について科学的な研究を行い、その結果を次のように報告した。
全てが大文字の印刷物は、全てが小文字のものに比べて読むスピードが格段に落ちる。また、ほとんどの読者は、全てが大文字の文章は読みにくいと判断する。小文字の方が速く読めるのは、小文字が持つ特徴的な字形のためである。全て大文字の印刷物が一文字ずつ読まれる傾向があるのに対し、（全て小文字の印刷物は）単語単位で読むことが可能となる。さらに、全て大文字の印刷物は、小文字の印刷物よりも少なくとも3分の1増しのスペースを必要とするため、同じ量の資料を読むためには、より多くのスペースが必要になる。どのような状況においても、オールキャップスを使用する必要はない。
ティンカーによれば、1914年の時点でD・スターチが、「ローマ字の小文字で書かれた資料は、全て大文字で印刷された同様の資料よりも幾分早く読まれる」と報告している。1928年の別の研究では、「全ての大文字のテキストは小文字のテキストよりも11.8%遅く、1分間に約38ワード遅く読まれた」、「大人の読者の10分の9は、全ての大文字よりも小文字の方が読みやすいと考えている」という結果が出ている。
1955年のティンカーの研究では、「オールキャップスは、5分と10分の制限時間では9.5から19.0%、20分の制限時間では13.9%も読む速度を遅らせる」という結果が出ている。ティンカーは、「明らかに、全て大文字の印刷物は、小文字と比較して、顕著に読む速度を遅らせる」と結論づけている。
ティンカーは、オールキャップスの印刷物が読みにくくなる理由について、次のような説明をしている。
大文字で書かれた文章は、小文字で書かれた同じ内容の文章に比べて、印刷面が約35%多くなる。そのため、読む時間が長くなる傾向にある。これに、大文字で書かれた単語を単位として読むことの難しさが加わると、速読の妨げになることは明らかである。ティンカーとパターソンによる眼球運動の研究によれば、全て小文字と全て大文字の場合の眼球運動パターンの主な違いは、全オールキャップスを読む際には固定ポーズの数が非常に多くなっていることだった。
ティンカーは、オールキャップスはほとんどの形態の文章から排除すべきだと主張している。
大文字で書かれたものは小文字で書かれたものに比べて圧倒的に読むスピードが落ち、読者にも好まれないという証拠があることを考えると、読むスピードや消費者（読者）の意見を重視する場合には、このような印刷物は排除するのが賢明だと思われる。例えば、連続した読み物、ポスター、バスカード、看板、雑誌の広告コピー、書籍の見出し、ビジネスフォームや記録、記事のタイトル、書籍や本の章、新聞の見出しなどが挙げられる。
コリン・ウィールドンは、小文字の方が読みやすいという「明らかなコンセンサス」があるとしながらも、編集者の中には大文字を使い続ける人もいると述べている。ウィールドンは、見出しのオールキャップスについての研究で、「大文字を好む編集者は、大文字がより強調されると主張している。小文字を好む編集者は、その方が読みやすいと主張している」と述べている。ウィールドンは、「人が活字を読むとき、目は文字の上半分の形を見て文字を認識する」とし、オールキャップスで単語を認識することは「自然なプロセスではなく、作業になる」と主張している。ウィールドンは、1982年から1990年にかけて行った科学的テストに基づいて、「大文字で書かれた見出しは、小文字で書かれた見出しに比べて著しく読みにくい」と結論づけた。
ジョン・ライダーは"Case for Legibility"の中で、「大文字を使った印刷物は、興味を引くのには十分で、短い行であればゆっくりした速度でなら読むことも可能だが、原理的には読みやすさを低下させる要因が多すぎる」と述べている。
また、文章中のオールキャップスは「互いに密集しすぎている」という意見もある。
コンピュータが登場する前に育ったアメリカの年配の弁護士を中心に、法的に強調され、はっきりと読めることが求められる文章にオールキャップスを使用するという、今では時代遅れとなった慣習がある。この慣習はタイプライターの時代に始まったものである。タイプライターでは太字やスモールキャピタルを打ち出すことができず、また重要な点を強調するための余白を加えることもできなかった。リーガルライティングの専門家であるブライアン・A・ガーナーは、この慣習を"ghastly"（ひどい、実に不快、ぞっとする）と表現している。2020年に行われた調査では、法律文書のオールキャップスは効果がなく、むしろ年配の読者には有害であるとされている。2002年には、アメリカの裁判所がこの慣行に反対し、テキストを単に全て大文字にしても、それが明確で読みやすいかどうかには関係がないという判決を下した。
CapsLockキーを、簡単に「目立たせる」(make conspicuous)ためのボタンだと思っている弁護士は、思い違いをしている。用語が目立っているかどうかを判断するには、フォーマット以外の点にも注目する。大文字で表示されている用語でも、契約書の裏に小さな文字で書かれていれば、目立たないこともある。大文字で表示されていても、読みにくい文字で表示されている用語は、目立つかどうかのテストで不合格になることがある。大文字で書かれた文章が、大文字で書かれた長い段落の中に埋もれていても、おそらく目立たないと判断される。大文字でなくても目立たせることは十分可能である。